# G. K. Butterfield
George Kenneth Butterfield , Jr., detto G. K. (Wilson, 27 aprile 1947), è un politico e magistrato statunitense, membro della Camera dei Rappresentanti per lo stato della Carolina del Nord dal 2004 al 2022.

## Biografia
Nato in una famiglia afroamericana, Butterfield studiò alla North Carolina Central University e divenne un giudice.
Dopo aver svolto questa professione per sedici anni, nel 2004 Butterfield entrò in politica con il Partito Democratico e riuscì ad essere eletto alla Camera dei Rappresentanti. Da allora venne sempre riconfermato con elevate percentuali di voto. Si ritirò dalla Camera dei rappresentanti poco prima della fine del 117º Congresso, dopo oltre diciotto anni di permanenza.
Butterfield, pur non avendo la pelle nera, è membro del Congressional Black Caucus. Divorziato dalla moglie, è padre di tre figlie.
Nel 2017, la città di Greenville ha chiamato il suo nuovo centro di transito, il G.K. Butterfield Transportation Center, in suo onore.

## Posizioni politiche
In qualità di membro della Commissione per l'Energia e il Commercio della Camera, Butterfield ha sostenuto l'American Clean Energy and Security Act (ACES). Sostiene "un approccio basato sul mercato per limitare le emissioni di carbonio" e vuole ampliare le fonti di energia degli Stati Uniti. Sul suo sito web, Butterfield sottolinea la necessità di trovare fonti di energia più pulite.
Forte sostenitore dei diritti civili, Butterfield sostenne il rinnovo del Voting Rights Act e "introdusse un disegno di legge che chiedeva al Capitol Visitor's Center di riconoscere il lavoro schiavo utilizzato per costruire il Campidoglio".
Pur avendo appoggiato inizialmente John Edwards alle Elezioni primarie del Partito Democratico del 2008, Butterfield ha appoggiato Barack Obama nel gennaio 2008.